# Dummie la mòmia i l'esfinx de Shakaba
Dummie la mòmia i l'esfinx de Shakaba (títol original en neerlandès, Dummie de Mummie en de Sfinx van Shakaba) és una pel·lícula juvenil neerlandesa del 2015 dirigida per Pim van Hoeve. La pel·lícula està basada en el llibre homònim de la sèrie de llibres Dummie de Mummie de Tosca Menten i és la seqüela de la pel·lícula del 2014 Dummie la mòmia i l'escarabat d'or. Els papers principals són interpretats per Julian Ras, Yahya Gaier i Roeland Fernhout. S'ha doblat i subtitulat al català pel canal SX3.